# Soyuz MS-17
Soyuz MS-17 foi um voo Soyuz lançado no dia 14 de outubro de 2020. Transportou três tripulantes da Expedição 63 para a Estação Espacial Internacional. Foi o 146º voo de uma Soyuz tripulada. A tripulação foi de um comandante russo e um engenheiro de voo russo e americano. A missão marcou o primeiro uso de uma manobra de duas órbitas no plano de voo da Soyuz, viu a missão chegar na ISS aproximadamente três horas após o lançamento.

## Tripulação
| Posição             | Cosmo/Astronauta     |
| ------------------- | -------------------- |
| Comandante          | Sergei Ryjikov       |
| Engenheiro de voo 1 | Sergei Kud-Sverchkov |
| Engenheira de voo 2 | Kathleen Rubins      |

### Suplentes
| Posição             | Cosmo/Astronauta |
| ------------------- | ---------------- |
| Comandante          | Oleg Novitskiy   |
| Engenheiro de voo 1 | Pyotr Dubrov     |
| Engenheiro de voo 2 | Mark Vande Hei   |

### Reserva
| Posição           | Cosmo/Astronauta |
| ----------------- | ---------------- |
| Comandante        | Anton Shkaplerov |
| Engenheiro de voo | Andrei Babkin    |